# Lepidozia suyungii
Lepidozia suyungii là một loài Rêu trong họ Lepidoziaceae. Loài này được C. Gao & X.L. Bai mô tả khoa học đầu tiên năm 2002.